# فرودگاه منطقه‌ای هیز
فرودگاه منطقه‌ای هیز (به انگلیسی: Hays Regional Airport) یک فرودگاه همگانی با کد یاتا HYS است که یک باند فرود آسفالت دارد و طول باند آن ۱۹۸۱ متر است. این فرودگاه در کشور ایالات متحده آمریکا قرار دارد و در ارتفاع ۶۰۹ متری از سطح دریا واقع شده‌است.